# Építés-Építészettudomány
Az Építés-Építészettudomány e néven 1969 óta évente négyszer megjelenő magyar építészeti szakperiodika, amely a Magyar Tudományos Akadémia Műszaki Tudományok Osztályának bizottságai által támogatott tanulmányokat publikál. Főszerkesztői: Major Máté (1965-68), Szabó János (1999-től); szerkesztői: Major Máté (1969-86); Szabó János (1987-1998), Vámossy Ferenc (1999-től). Előzménye az 1957-1968 között, Mihailich Győző és Major Máté főszerkesztésében megjelenő Építés és Közlekedéstudományi Közlemények, amely Major kezdeményezésére vált szét több szaklapra. 2009-ben a lap ötvenéves repertóriumot jelentetett meg, a történetét feldolgozó írásokkal.